# Tococa croatii
Tococa croatii är en tvåhjärtbladig växtart som beskrevs av Frank Almeda. Tococa croatii ingår i släktet Tococa och familjen Melastomataceae.
Artens utbredningsområde är Panamá. Inga underarter finns listade i Catalogue of Life.